# Oreste Calabresi
Oreste Calabresi (Macerata, 7 maggio 1857 – Lecco, 15 febbraio 1915) è stato un attore italiano.

## Carriera artistica
È considerato uno dei più importanti attori teatrali italiani in attività a cavallo fra l'Ottocento ed il Novecento.
Si trasferì sin da giovane a Roma, dove iniziò la sua carriera nel teatro entrando nella filodrammatica romana "Pietro Cossa".
Esordì nel 1881 e da questo momento firmò contratti con diverse compagnie ("Ruta", Lollio", "Salvini-Serafini").
Le sue recitazioni nell'ambito della compagnia di comici "Vitaliani" suscitarono positive reazioni della critica e del pubblico, però per affermarsi dovette attendere l'incontro con la compagnia di "Marini" diretta da Giovan Battista Marini.

Successivamente si esibì con le compagnia di "Garzes", "Paladini", "Zampieri" nel 1895, 
mentre due anni dopo portò in scena "La gelosa" di A.Bisson assieme alla coppia Reiter-Leigheb.
Nel 1900 fondò assieme a Irma Gramatica e a Virgilio Talli la compagnia che per almeno cinque anni si rivelerà una delle più seguite ed applaudite. In questo periodo si rivelerà anche un ispirato autore.
La compagnia mise in scena opere di prestigiosi scrittori, come Giovanni Verga, Giuseppe Giacosa e di nuovi talenti come Roberto Bracco.
In seguito divenne socio prima con E.Severi, poi diresse la "Calabresi-Mariani" dal 1909 e infine lavorò con la "Sabbatini-Ferrero" dal 1912.
Si mise in luce sia in parti comiche sia in quelle drammatiche.
Il suo nome resterà legato ad una memorabile interpretazione di "Lazaro di Roio", alla prima rappresentazione della tragedia dannunziana La figlia di Iorio nel 1904.
Da annoverare ancora "La nemica" di Sobrero allestita nel 1912 al teatro Manzoni di Milano.
Nel 1914 fu allettato dal mondo del cinema, ma recitò, tutto sommato, in pellicole di basso valore artistico.